# James Waddell Alexander
James Waddell Alexander II (19 de setembro de 1888 — 23 de setembro de 1971) foi um matemático estadunidense. Especialista em topologia, foi professor da Universidade de Princeton e um dos primeiros membros do Instituto de Estudos Avançados de Princeton.